# Premio Alfred Bauer
Il Premio Alfred Bauer (Alfred-Bauer-Preis) è un premio che veniva assegnato annualmente dalla giuria internazionale del Festival di Berlino.
Dedicato allo storico del cinema Alfred Bauer, direttore della Berlinale dal 1951 al 1976, il premio viene conferito a film ritenuti particolarmente innovativi e che "aprono nuove prospettive sull'arte cinematografica".
Il premio è stato introdotto nell'edizione del 1987 e non è stato assegnato nel 1988, 1991, 1993 e 1995.
Sospeso nel 2020, dal 2021 il premio non viene più assegnato a séguito della scoperta del passato di Bauer: funzionario di primo piano, sotto il regime nazista, del Ministero della Propaganda guidato da Joseph Goebbels. È sostituito dal Premio della Giuria - Orso d'Argento. 

## Albo d'oro

### Anni 1980
- 1987: Rosso sangue (Mauvais sang), regia di Leos Carax  ·   Francia/ Svizzera
- 1989: Il servo (Sluga), regia di Vadim Abdrašitov  ·   Unione Sovietica

### Anni 1990
- 1990: Karaul, regia di Aleksandr Rogožkin  ·   Unione Sovietica
- 1992: Infinitas (Beskonechnost), regia di Marlen Chuciev  ·   Russia
- 1994: Hwa-eomgyeong, regia di Jang Sun-woo  ·   Corea del Sud
- 1996: Vite strozzate, regia di Ricky Tognazzi  ·   Italia/ Francia/ Belgio
- 1997: Romeo + Giulietta di William Shakespeare (William Shakespeare's Romeo & Juliet), regia di Baz Luhrmann  ·   Stati Uniti
- 1998: Hold You Tight (Yue kuai le, yue duo luo), regia di Stanley Kwan  ·   Hong Kong
- 1999: Karnaval, regia di Thomas Vincent  ·   Francia/ Germania/ Belgio/ Svizzera

### Anni 2000
- 2000: Dokuritsu shonen gasshoudan, regia di Akira Ogata  ·   Giappone
- 2001: La ciénaga, regia di Lucrecia Martel  ·   Argentina/ Francia/ Spagna/ Giappone
- 2002: Baader, regia di Christopher Roth  ·   Germania/ Regno Unito
- 2003: Hero (Yīngxióng), regia di Zhang Yimou  ·   Cina/ Hong Kong
- 2004: Maria Full of Grace (Maria, llena eres de gracia), regia di Joshua Marston  ·   Colombia/ Stati Uniti/ Messico
- 2005: Il gusto dell'anguria (iān biān yi duǒyún), regia di Tsai Ming-liang  ·   Francia/ Taiwan
- 2006: El custodio, regia di Rodrigo Moreno  ·   Argentina/ Francia/ Germania/ Uruguay
- 2007: I'm a Cyborg, But That's OK (Cyborgjiman gwaenchanh-a), regia di Park Chan-wook  ·   Corea del Sud
- 2008: Sul lago Tahoe (Lake Tahoe), regia di Fernando Eimbcke  ·   Messico/ Giappone/ Stati Uniti
- 2009
  - Tatarak, regia di Andrzej Wajda  ·   Polonia
  - Gigante, regia di Adrián Biniez  ·   Uruguay/ Argentina/ Germania/ Spagna/ Paesi Bassi

### Anni 2010
- 2010: Se voglio fischiare, fischio (Eu când vreau să fluier, fluier), regia di Florin Şerban  ·   Romania/ Svezia/ Germania
- 2011: Wer wenn nicht wir, regia di Andres Veiel  ·   Germania
- 2012: Tabu, regia di Miguel Gomes  ·   Portogallo/ Germania/ Brasile/ Francia/ Spagna
- 2013: Vic and Flo Saw a Bear (Vic et Flo ont vu un ours), regia di Denis Côté  ·   Canada
- 2014: Aimer, boire et chanter, regia di Alain Resnais  ·   Francia
- 2015: Vulcano (Ixcanul), regia di Jayro Bustamante  ·   Guatemala/ Francia
- 2016: Hele sa hiwagang hapis, regia di Lav Diaz  ·   Filippine/ Singapore
- 2017: Pokot, regia di Agnieszka Holland  ·   Polonia/ Germania/ Rep. Ceca/ Svezia/ Slovacchia
- 2018: Le ereditiere (Las herederas), regia di Marcelo Martinessi  ·   Paraguay/ Germania/ Uruguay/ Norvegia/ Brasile/ Francia
- 2019: Systemsprenger, regia di Nora Fingscheidt  ·   Germania